# Porotrichum caldense
Porotrichum caldense är en bladmossart som beskrevs av Brotherus 1906. Porotrichum caldense ingår i släktet Porotrichum och familjen Neckeraceae. Inga underarter finns listade i Catalogue of Life.